# Wallace West
Wallace West é um personagem de DC Comics. Originalmente introduzido como uma nova versão de Wally West para o reboot da editora conhecido como os Novos 52, com DC Renascimento #1 é mais tarde estabelecido que ele é, na verdade, um novo personagem com o mesmo nome, sendo o primo do Wally, e portanto ambos receberam os seus nomes em homenagem ao avô.

## História de publicação
A introdução deste Wally West se deu após o reboot da DC Comics, Os Novos 52 que removeu o Wally West original da cronologia, tendo sido anunciado pela primeira vez em janeiro de 2014. Ele foi concebido como uma versão biracial do Wally original, que era branco e ruivo. Quando ele surgiu é mostrado que Wally é o filho do irmão de Iris West, Rudy, igual nas histórias pré-Novos 52. Devido à baixa receptivade que o personagem recebeu e pelos fãs sentirem falta do Wally West original, a DC decidiu trazer o Wally original de volta para a cronolgia, o que foi realizado na história de Geoff Johns em  DC Renascimento #1 de 2016. Renascimento retroativamente estabeleceu que o pai de Wally II não era Rudy como dito anteriormente, mas sim do outro irmão de Iris, Daniel West, que havia se tornado a mais recente versão do Flash Reverso (Eobard Thawne só foi introduzido depois e quando veio usou apenas o pseudônimo Professor Zoom), que havia se redimido e se sacrificado enquanto atuava como membro do Esquadrão Suicida.

## Biografia
Wallace aparece pela primeira vez em Flash Anual #3 (junho de 2014), em uma história que se passa vinte anos no futuro, onde um envelhecido Barry Allen lê sobre o funeral de Wallace, que havia morrido em um acidente de carro que além de ceifar a vida dele também fez Iris perder os movimentos das pernas. Quando isso aconteceu Barry não conseguiu chegar lá a tempo e por isso sempre se culpou pelo ocorrido, o que o faz então prometer para si mesmo que irá mudar a história. Se ligando com os eventos de Os Novos 52: Fim dos Futuros, a história Flash: Futures End #1 retrata um encontro entre o Barry de cinco anos no futuro (quando Wally II supostamente morreria) e o Barry de 20 anos no futuro que está disposto a tudo para impedir o acidente. No decorrer da história, Wally acaba descobrindo que o Barry é o Flash e absorve parte da Força da Aceleração durante a batalha entre Barry e a sua contraparte do futuro. Ele se torna um velocista após o desenrolar da luta que terminou com Barry sendo morto e o Barry do futuro indo parar cinco anos no passado. Retornando para o passado para enfrentar o Barry do futuro, Wally se sacrifica para consertar uma fratura na força de aceleração.
No presente, Barry conhece Wallace através de Iris. Inicialmente eles se detestavam, e o que alimentava essa inimizade entre eles era o fato de Wallace odiar o Flash, mas com o tempo eles se tornam próximos e Wally passa a enxergar Barry como uma figura paterna. Pouco tempo depois, Wallace é atingido por um raio e adquire supervelocidade. Uma aparição de seu eu do futuro explica que como conseqüência da morte do Wallace do futuro (que agora era parte de um possível futuro) todo o poder dentro dele foi capaz de viajar para o passado e se "aproveitar" do acidente para fazer com que Wally ganhasse os poderes. Wallace usa seus poderes  pela primeira vez para proteger um colega de classe que estava sofrendo bullying, usando os mesmos elementos artísticos dos poderes do Professor Zoom.
EmDC Renascimento elementos da cronologia Pré-Novos 52 que haviam sido perdidos dos Novos 52 são resgatados e inseridos na cronologia atual, ao mesmo tempo que faz um retcon com alguns dos personagens. Como por exemplo, a vida da Mulher-Maravilha durante a fase dos Novos 52 é revelada como tendo sido em grande parte uma ilusão; Amanda Waller, que era até então uma mulher magra e jovem, é agora uma mulher de meia idade com sobrepeso e que se tornou avó recentemente; Ray Palmer nunca trabalhou para a S.O.M.B.R.A., mas sim já era um professor universitário e um herói conhecido como Eléktron. Wallace também é um dos personagens que sofre um retcon, sendo estabelecido agora que ele é na verdade primo do Wally West e seu pai é na verdade Daniel West, o Flash Reverso que morreu durante uma missão do Esquadrão Suicida. Em Jovens Titãs Renascimento #1 é mostrado Wallace se juntando aos Jovens Titãs como Kid Flash.
Wallace conhece o Wally quando os dois auxiliam Barry a realizar um salvamento em uma ponte. Embora o Wally não se apresenta explicitamente ao seu primo, identificando-se apenas como um aliado de Barry, mas Wallace o aceita após impedirem Barry de se fundir à Força de Aceleração.

## Adaptações

### Série de TV

#### Arrowverse (2015-2018)
- Uma adaptação de Wally West II aparece em Flash, interpretado por Keiynan Lonsdale e que é introduzido na 2ª temporada da série.[8] Diferente dos quadrinhos onde Wally é retratado como o sobrinho adolescente de Iris, na série Wally é o irmão caçula de Iris (Candice Patton), o qual tanto ela quanto o pai dela, Joe (Jesse L. Martin), só vieram a saber da existência dele quando Francine, ex-esposa de Joe e mãe de Iris que fugiu devido a problemas com drogas, revelou a eles sobre Wally. Durante a 2ª temporada vai aos poucos desenvolvendo proximidade com Iris e com Joe, mas também desenvolve uma atitude de rivalidade para com Barry (Grant Gustin). Quando ele é sequestrado por Zoom (Teddy Sears), que faz isso como forma de obrigar Barry a dar todo o seu poder para ele, Wally descobre que Barry é o Flash. Com a ajuda de Harrison Wells (Tom Cavanagh), Barry consegue ter seus poderes de volta quando Harrison junto com Cisco Ramón (Carlos Valdes) recria as mesmas condições do acidente que transformou Barry em Flash. Quando isso acontece Wally e Jesse Wells (Violett Beane), a filha de Harrison, são atingidos pela explosão. Na 3ª temporada, uma nova linha do tempo é criada devido a Barry ter impedido sua mãe de ser assassinada pelo Flash Reverso (Matt Letscher). Como resultado, nessa linha do tempo ele nunca se tornou o Flash, mas Wally sim, trabalhando ao lado de Iris. Em uma luta contra Edward Clariss (Todd Lasance), Wally é brutalmente ferido, ficando às portas da morte, o que motiva Barry a libertar o Flash Reverso para que ele mate sua mãe novamente. Com a linha do tempo retornando ao que era antes, Wally busca tentar alguma forma de ativar seus poderes, já que Jesse conseguiu. Através da pedra filosofal, Wally consegue ativar os seus poderes e passa a combater o crime ao lado de Barry, auxiliando-o mais tarde na luta contra Savitar (Grant Gustin). Na 4ª temporada Wally decide deixar a Equipe Flash para buscar o seu próprio caminho.[9]
- Durante a 3ª temporada de Legends of Tomorrow, Wally teve participações recorrentes auxiliando o grupo de viajantes do tempo.